# وودبریج (دیترویت)
وودبریج (به انگلیسی: Woodbridge) یک منطقهٔ مسکونی در ایالات متحده آمریکا است که در دیترویت واقع شده‌است.